# Václav Rusek
Václav Rusek (25. února 1928 Komárov u Opavy – 30. ledna 2016 Brno) byl český vysokoškolský pedagog a odborník na historii farmacie. Vzdělání v oboru farmacie získal na Přírodovědecké, resp. Farmaceutické fakultě Masarykovy univerzity v Brně (ukončeno 1953). V roce 1964 se stal kandidátem věd (Csc.) a 1987 získal na Univerzitě Karlově docenturu pro obor organizace a řízení farmacie. Byl rovněž držitelem osvědčení pro specializaci v oboru lékárenství a ústavní lékárenství.
Jako pedagog působil Václav Rusek na farmaceutických fakultách v Brně, Bratislavě a Hradci Králové. Od roku 1972 se věnoval založení a dalšímu budování Českého farmaceutického muzea, které bylo uvedeno v život v roce 1994, resp. 1996, v  barokním hospitalu v Kuksu.
Václav Rusek je autorem 64 původních prací a mnoha desítek odborných článků. Mimo svůj obor se zajímal o grafiku a knižní značku – exlibris.